# آگوستا (میشیگان)
آگوستا (به انگلیسی: Augusta) یک منطقهٔ مسکونی در ایالات متحده آمریکا است که در شهرستان کالامازو، میشیگان واقع شده‌است. آگوستا ۲٫۷۰ کیلومتر مربع مساحت و ۸۶۴ نفر جمعیت دارد و ۲۴۵ متر بالاتر از سطح دریا واقع شده‌است.